# Pulau Brani
La Isla Brani (en inglés: Brani Island; en chino: 布拉尼岛; en malayo: Pulau Brani) es una isla ubicada frente a la costa sur de Singapur, cerca del Puerto de Keppel. La isla está situada entre la isla principal de Singapur y la isla turística de Sentosa, y está vinculada con el continente a través de la avenida terminal Brani. El área de Pulau Brani es de 122 hectáreas (1,22 km²).

## Historia
En un principio, sólo tenía Pulau Brani algunos pueblos malayos de pescadores a lo largo de la costa, como Saga Telok y Kampong Selat Sengkir. En 1845, se propuso la construcción de patentes de buques a Saga Telok que se encuentra en el lado norte de la isla. En 1846, Jacob Chinis publicó planes para la construcción de un dique seco en el mismo lado.
El interés en Pulau Brani como base militar era ya evidente antes de 1822, con la realización de un gráfico basado en una revisión de la isla y sus costas en ese año por el capitán Franklin. En marzo de 1889, la isla se convirtió en una marina y en fuerte militar, a raíz de la decisión de transferir fuertes a las islas al sur del nuevo puerto de Keppel. En consonancia con lo anterior, la Comisaría y el Departamento de Artillería fueron trasladados a Pulau Brani.
En 1890, la empresa «Straits Trading Company» inauguró una planta de fundición de estaño en Pulau Brani. En febrero de 1942, la planta fue destruida en vista de la rendición de los británicos en Singapur a los japoneses. Sin embargo, con el fin de la ocupación japonesa en 1945, la planta fue restaurada y se reanuda la fundición. En 1965, el arrendamiento a la «Straits Trading Company» había expirado y la empresa pronto se trasladó a otro lugar.
Pulau Brani fue seleccionada para albergar una base naval a principios de 1971 por el entonces comando marítimo de Singapur (ahora Marina de la República de Singapur ). En aquellos días, había algunos asentamientos en la costa de la isla. 
En septiembre de 1971, el trabajo para el desarrollo de la base naval comenzó, y los aldeanos que viven en la isla con el continente fueron reasentados Singapur. Las obras para ganancias de tierras al mar de la Autoridad Portuaria de Singapur (PSA) se iniciaron en abril de 1972. La PSA también llevó a cabo la eliminación de los arrecifes, el dragado y la ampliación del Selat Sengkir (el canal entre Pulau Brani y la isla Sentosa) en febrero de 1973.
La base naval nueva, entonces conocida como el comando marítimo de la base naval, fue inaugurada oficialmente por el ex primer ministro Lee Kuan Yew, el 26 de enero de 1974. La base fue rebautizada posteriormente Base Naval de Brani.
Parte de la base naval fue reconstruida para levantar el Terminal de Contenedores. El 12 de octubre de 2000, el resto de la base fue cerrada oficialmente cuando sus instalaciones se trasladaron a la base naval de Changi. Las instalaciones vacantes serán asumidas por la policía de Singapur.